# Marine Ecology Progress Series
Marine Ecology Progress Series es una revista científica revisada por pares que cubre todos los aspectos de la ecología marina.

## Historia
La revista fue fundada por Otto Kinne. Su concepto original se basó en Marine Ecology, también editado una vez por Kinne y publicado por John Wiley & Sons. 

## Resumen e indexación
La Marine Ecology Progress Series está indexada y resumida en Biological Abstracts, Scopus y Science Citation Index. 